# Dypterygia pinastri
Dypterygia pinastri är en fjärilsart som beskrevs av Carl von Linné 1761. Dypterygia pinastri ingår i släktet Dypterygia och familjen nattflyn. Inga underarter finns listade i Catalogue of Life.